# Protestas en Malaui de 2019-2020
Las protestas en Malaui de 2019 fueron una serie de manifestaciones y huelgas a nivel nacional sobre las pensiones del gobierno, los resultados de las elecciones generales de Malaui de 2019 y las demandas de reformas democráticas. Los disturbios antipresidenciales se encontraron con la violencia policial contra los manifestantes. Pronto, utilizaron rondas reales, gases lacrimógenos y porras para dispersar a los manifestantes que protestaron durante tres meses contra el presidente.

## Antecedentes
Malaui tiene un largo historial de disturbios y violencia, además el tráfico de drogas y el comercio de cigarros son altos. Muchos están muriendo ahora debido a la pobreza y los problemas que han afectado al país desde la década de 1990. Después de la crisis alimentaria de Malaui de 2005, la seguridad alimentaria en Malaui se convirtió en una preocupación para los grupos de ayuda internacional y muchos han sido detenidos con frecuencia al criticar al gobierno y sus políticas económicas, además del manejo del estancamiento dentro de la nación. Después de las manifestaciones a favor de la democracia en todo el país en 2009, las protestas de 2011 llevaron finalmente a la crisis constitucional de 2012. Las manifestaciones no son solo sobre los resultados de las elecciones, sino también sobre varios temas que reflejan una falta general de confianza en el gobierno.

## Eventos
Las protestas masivas comenzaron después de que se anunciaron los resultados de las elecciones generales de 2019 y se corearon las demandas de anulación de las elecciones cuando se envió al ejército para evitar que las manifestaciones masivas se extendieran. Pronto, Peter Mutharika, presidente de Malaui, ordenó que las tropas se desplazaran por todo el país para dispersar a los manifestantes. Las manifestaciones continuaron a pesar de los militares.
Los disturbios contra el gobierno se convirtieron en violencia, y se dispararon cañones de agua y balas contra los manifestantes para dispersarlos. Muchos murieron en las manifestaciones del 9 de junio cuando se hicieron y escucharon bloqueos y cánticos. Lilongüe fue un centro de protestas, con todos sus suburbios experimentando manifestaciones.
Los estallidos espontáneos de protestas se convirtieron en disturbios y las manifestaciones pacíficas se tornaron violentas. Los manifestantes exigieron la renuncia del gobierno, el fin de la brutalidad policial y la renuncia del jefe de la comisión electoral. Las protestas postelectorales continuaron, con enfrentamientos hasta julio.
Los disturbios provocaron protestas que muchos gobiernos de todo el mundo, pidieran al presidente Peter Mutharika que renunciara y celebrara nuevas elecciones lo antes posible. A medida que se extendían las protestas, siguió una ofensiva en la que muchos recibieron disparos y cientos resultaron heridos.
Para el otoño de 2019, cuando una ola de disturbios se extendió por todo el mundo, mientras las protestas masivas se hicieron cada vez más grandes y miles protestaron contra el presidente Peter Mutharika en agosto-septiembre. Una ola de protestas contra los organismos electorales arrasó las ciudades que rodean la capital y los edificios gubernamentales de todo el país. En octubre-noviembre, tuvo lugar una gran cantidad de protestas, con un movimiento de maestros, trabajadores de saneamiento, personal de aerolíneas y conductores de camiones que tuvo lugar desde octubre de 2019 hasta enero de 2020. Musulmanes y cristianos se enfrentaron en noviembre después de que una escuela dirigida por una iglesia anglicana prohibiera a las niñas usar hiyab. Las protestas regulares contra el gobierno y un movimiento anti-irregularidades generalizado fueron las protestas más grandes y mortíferas desde las protestas de 2011. Los estudiantes protestaron desde noviembre a marzo exigiendo la renuncia del gobierno, pero pronto fueron recibidos con fuerza y brutalidad.

## Consecuencias
Estaciones de policía y terrenos del metro también han sido incendiadas en algunas áreas, especialmente en el apogeo del movimiento en junio y julio. Agricultores, mineros, campesinos, empleados, jubilados y estudiantes universitarios marcharon y protestaron en el país a lo largo de 2019 y en los primeros meses de 2020. Estas nuevas protestas calentaron las tensiones con la policía, pero no respondieron con tanta dureza en 2020 como en 2019. Decenas de personas murieron en las protestas masivas de mayo a julio de 2019.
Los resultados de las elecciones fueron anulados después de ser enviados a los tribunales, y la oposición ganó las elecciones generales de 2020 después de que se celebraran nuevas elecciones. Las mujeres protestaron en octubre contra la violencia contra las mujeres y se encontraron con gases lacrimógenos.
Varios murieron en la última ola de protestas en 2020 cuando la policía lanzó gases lacrimógenos para dispersar los disturbios civiles que se apoderaron de ciudades y pueblos de todo el país.